# Kayseri-Atatürk-Stadion
Das Kayseri-Atatürk-Stadion (türkisch Kayseri Atatürk Stadyumu) war ein Fußballstadion in der türkischen Stadt Kayseri in der gleichnamigen Provinz. Es war die Heimspielstätte der beiden Fußballclubs Kayserispor und Kayseri Erciyesspor. 2009 zogen beide Vereine in das neugebaute Kayseri Kadir Has Stadı um. 

## Geschichte
Das Stadion wurde 1960 fertiggestellt. 1986 wurde es auf 42.000 Zuschauerplätze ausgebaut. Nach einem Umbaus 2005 sank die Zahl auf 25.918 Plätze. Im Januar 2009 erfolgte der Abriss der alten Spielstätte.